# サム・グレート・リウォード
『サム・グレート・リウォード』 (Some Great Reward)はイギリスのシンセポップバンド、デペッシュ・モードの4枚目のスタジオ・アルバム。1984年9月24日発売。

## 概要
1984年初めにベルリンのハンザ・スタジオでレコーディングが開始され、同年3月にアルバムからのファーストシングル「ピープル・アー・ピープル」をリリース。人種差別や暴力について歌ったこの曲は西ドイツで3週間1位をキープするなど欧州各国でヒットを収めた。8月にリリースされたシングル「マスター・アンド・サーヴァント」はタイトルと歌詞の内容からSMを髣髴させる内容で、ラジオやテレビで放送禁止の憂き目に遭うなど物議を醸した。10月リリースの「ブラスフェマス・ルーモアズ」も、手首を切り自殺を図って一命を取り留めた少女が、キリスト教に目覚めた途端に交通事故で死ぬという悲惨な内容だったが、フレッチは「初めはクリスチャンとしてかなり攻撃的内容だと思ったりもしたけど、たとえ表面的に攻撃的でも、本質がとても誠実に満ち溢れていることに気付いたんだ」と語っている。このようにデペッシュ・モードの歌詞はますます社会色・宗教色を強めていった。
アルバム本体は1984年9月にリリースされた。前作での重苦しいインダストリアル路線はそのままに、前作以上のポップさも兼ね備えた一作となった。全英5位、西ドイツでは3位を記録。

## 収録曲
特筆ない限り全曲マーティン・ゴアによる作詞作曲
1. サムシング・トゥ・ドゥ / Something to Do - 3:45
2. ライ・トゥ・ミー / Lie to Me - 5:04
3. ピープル・アー・ピープル / People Are People - 3:52
4. イット・ダズント・マター / It Doesn't Matter - 4:45
5. ストーリーズ・オブ・オールド / Stories of Old - 3:12
6. サムバディ / Somebody - 4:26
7. マスター・アンド・サーヴァント / Master and Servant - 4:13
8. イフ・ユー・ウォント / If You Want (アラン・ワイルダー) - 4:40
9. ブラスフェマス・ルーモアズ / Blasphemous Rumours - 6:21

## 参加ミュージシャン
- デイヴ・ガーン - リードボーカル、サンプラー
- マーティン・ゴア - キーボード、ギター、コーラス、リードボーカル (#4, #6)
- アンディ・フレッチャー - サンプラー、コーラス
- アラン・ワイルダー - キーボード、サンプラー、ピアノ (#6)、プログラミング